# أيدع تاماراني
أيدع تاماراني أو تنينية كناريا الكبرى (الاسم العلمي: Dracaena tamaranae)، هو نوع من النباتات المتوطنة في جزيرة كناريا الكبرى، المرتبط بشجرة، الأيدع التنيني، وأنواع أخرى من الأيدع من شرق إفريقيا. منذ عام 1972، تم التعرف على عينات من شجرة الأيدع في كناريا الكبرى بخصائص معينة. حُددت هذه في البداية على أنها عينات من الأيدع التنيني. ومع ذلك، سمحت لنا دراسة أكثر تفصيلاً وزراعتها بالتعرف على أنها كانت نوعًا مختلفًا. وصفت لأول مرة في عام 1998 من قبل F. Marrero، A. Almeida، RS & Gonzalez-Martín.